# 极限竞速 地平线
《极限竞速 地平线》是一款由游乐场游戏工作室开发，微软工作室发行的开放世界竞速游戏，平台为Xbox 360。本作是《极限竞速》系列的衍生作品。其后续作品《极限竞速 地平线2》、《极限竞速 地平线3》和《极限竞速 地平线4》分别于2014年9月30日、2016年9月27日和2018年10月2日发售。

## 游戏设定
《极限竞速 地平线》是围绕名为“地平线嘉年华”的虚构飙车族组织的开放式竞速游戏，场景位于美国科罗拉多。包含多达65种不同的游戏地形：泥地、沙砾、草地、沥青等，并有动态的昼夜循环，使用《极限竞速4》的引擎开发。不同于极限竞速系列的其他作品，本作是一款可以在街道自由驾驶车辆亦可进行竞速比赛的游戏，玩家还可以驶出道路进行探索。
游戏中玩家扮演一名初入“地平线嘉年华”的车手，不断通过各种比赛和特技获取CR(游戏中的货币)和“知名度”来提升自己在嘉年华中的等级，与“嘉年华”中的其他车手进行一对一较量最终到达顶峰获得至高荣誉。亦可沿着大道小路一路向前，慢慢享受各地美景与悠闲时光。地图上设有许多“嘉年华”活动场地，玩家可以驾车前往参加不同的嘉年华赛事，而“嘉年华”中心主场地内还另外提供了“达克车库”、“汽车展售中心”、“赛车中心”、“赛车俱乐部”、“卖场”等部门，供玩家自由选择与运用。

## 开发和测试
《极限竞速 地平线》由英国游戏开发商游乐场游戏工作室制作，此工作室的成员之前在多家游戏工作室工作过，开发过许多知名竞速游戏，包括：《世界街头赛车(Project Gotham Racing)》、《極道車魂》、《科林麦克雷 尘埃(Colin McRae: Dirt)》、《科林麦克雷拉力赛(Colin McRae Rally)》、《超级房车赛 起点(Race Driver: Grid)》和《火爆狂飙(Burnout)》等。
环境开发部门最开始选择了30多个真实地点作为候选场景，最终决定了“唯一获胜者”——美国的科罗拉多。通过取景录影和五万多张照片作为参考，将平面的构思转化为三维模型，最后形成集泥地、沙砾、草地、沥青等以及以科罗拉多州红石公园为蓝本的景观为一体的虚拟世界。这些都围绕着“地平线嘉年华”。游戏开发者说，研究这些区域之间过渡的方法是最大的挑战之一。动植物在游戏中也可见，增加了真实和代入感。
2016年9月，“地平线”系列的社区经理宣布游戏已经到达“生命终点”，之后此游戏的所有在线服务包括游戏下载、在线游戏等都于2016年10月20日终止。但单机模式仍可运行。

### 扩展内容
《极限竞速 地平线》发售至今共发布了若干个车辆包，包括“Jalopnik车辆包”、“Meguiar车辆包”等。
2013年4月16日，发布“1000俱乐部扩展包”，其中包含超过1000个新的挑战，新的Xbox成就和两款新车（Ruf CTR2和Ford F100），特点是每一辆车都有新的挑战，考验玩家的驾驶技巧和特技的能力，比如横冲直撞，漂流，捕捉空气，撞碎物品，或是高速超车等。此DLC为免费下载。